# Леки крайцери тип „Агано“
Агано (на японски: 阿賀野型軽巡洋艦, Agano gata kei jun-yokan) са серия леки крайцери на Императорските ВМС на Япония. Официално във флота са класифицирани като крайцери 2-ри ранг (на японски: 二等巡洋艦, nitō jun-yōkan). Всичко от проекта са построени 4 единици – „Агано“ (на японски: 阿賀野), „Ноширо“ (на японски: 能代), „Яхаги“ (на японски: 矢矧), „Сакава“ (на японски: 酒匂). Първоначално са проектирани като разузнавачи, впоследствие се разглеждат като лидери на флотилиите разрушители. Това е последната серия японски флагмански, на минните дивизии, крайцери („Оцу-джун“ ― „Крайцери B“; на японски: 水雷戦隊旗艦用軽巡洋艦(乙巡)).

## История на създаването
Японският Императорски флот взема за стандарт използването на леки крайцери с водоизместимост 5500 тона като флагмани на съединенията разрушители и подводни лодки, и многобройните кораби от този клас, построени веднага след Първата световна война се използват именно в тази роля. Типът Агано се създава през 1930-те години като замяна на старите кораби от типове Тенрю, Кума и Нагара. По-големи, отколкото предходните типове леки крайцери, Агано са по-бързи, но с по-слаба защита и по-голяма площ за поразяване от артилерийски огън благодарение на своите размери.
По проект те трябва да са въоръжени с осем 6,1-дюймови оръдия, сдвоени в четири кули, но кула „X“ е изключена от проекта с цел поставянето на по-тежко торпедно въоръжение и финансови икономии.

## Конструкция
Първоначално проектът на леките крайцери от типа Агано предполага стандартна водоизместимост от 5000 тона и шест 6,1-дюймови (155 mm) и 8-дюймово (203 mm) сдвоени оръдия. Бронирането трябва да осигурява защита от 6-дюймови снаряди, а жизненоважните части получават и допълнителна защита. Типът Агано се отличава от другите японски леки крайцери с това, че неговите оръдия на главния калибър могат да се издигат до 55 градуса, което, обаче, не ги прави ефективно оръжие за противовъздушна отбрана.
Двигателната установка представлява 4 турбини с шест котела, която развива мощност от 100 000 к.с. (74,570 кW) с максимална скорост от 35 възела. Също както и при Юбари, на леките крайцери от типа Агано димът се събира в един комин.

### Корпус и компоновка
Разпределението на тегловите елементи изглежда по следния начин:
|                                     | Маса, т            | В проценти |
| ----------------------------------- | ------------------ | ---------- |
| Корпус                              | 2569,72 (2600,0)   | 32,55 %    |
| Бронева защита                      | 656,73 (640,0)     | 8,32 %     |
| Корабно снаряжение                  | 332,76 (328,0)     | 4,21 %     |
| Комплектно оборудване (фиксирано)   | 153,13 (310 всего) | 1,94 %     |
| Комплектно оборудване (нефиксирано) | 279,95             | 3,55 %     |
| Въоръжение                          | 1125,19 (843,0)    | 14,25 %    |
| Енергетична установка               | 1829,53 (1835,0)   | 23,17 %    |
| Гориво (тежко+леко)                 | 981,0 (1090,0)     | 12,43 %    |
| Резервни запаси прясна вода         | 75,25 (154,0)      | 0,95 %     |
| Други                               | 18,83 (93,0)       | 0,24 %     |
| Водоизместимост на изпитанията      | 7894,71 (7800,0)   | 100 %      |

Строителното претоварване на корабите е минимално, включая и втората двойка, независимо от значителното усилване на малокалибрената зенитна артилерия и поставянето на радиолокационно оборудване изначално. Тя варира от 146 тона при „Агано“ до 185 тона на „Сакава“ (1,9%—2,4% от проектната водоизместимост на изпитания, която е 7710 тона), газенето при това нараства с 2 и 8 см съответно. Във връзка с това представителите на типа имат нелоши показатели за устойчивост. На изпитанията на крайцера „Сакава“ метацентричната височина при нормална водоизместимост от 7895 тона съставя 1,12 м, като диапазонът на положителна устойчивост е 98,5°, височината на центъра теглото над водолинията е 0,22 м. При пълна водоизместимост от 8534 тона тези показатели съставляват 1,24 м, 104,8°, – 0,25 м съответно. В празно състояние (6288 тона) те се влошават до 0,52 м, 76,1°, 1,9 м; приемането на 311 тона воден баласт (6614 до тона) подобрява ситуацията – 0,71 м, 83,1°, 1,42 м. Периодът на люлеене на изпитанията на крайцера „Агано“ съставлява 12,1 секунди при водоизместимост от 7831 тона и метацентрична височина 1,01 м.

### Въоръжение

#### Артилерийско
Главният калибър на крайцерите включва шест 152-мм оръдия тип 41 в три двуоръдейни установки. Тази артсистема е създадена от британската компания „Викерс“ и официално е приета на въоръжение в японския флот на 15 юни 1912 г. Изходно се носи в каземати от линкорите тип „Конго“ („Конго“, „Хией“, „Харуна“ и „Киришима“) и „Фусо“ („Фусо“ и „Ямаширо“), от тях „Конго“ има оръдия британско производство (Mk II), а на всички останали са лицензиони японски (Mk III). В хода на междувоенните модернизации на линкорите част от 152-мм оръдия е свалена и е складирана, а по-късно е използвана за въоръжаването на крайцерите „B“. Оръдието има дължина на ствола от 50 калибра, начална скорост на снаряда от 850 м/с и максимална скорострелност от 10 изстрела в минута (ефективна – 6 на минута). То има бутален затвор, стволът има скрепена от три цилиндра конструкция, общата му маса съставлява 8,36 тона.
Сдвоените палубно-куполни 152-мм артилерийски установки са разработени под ръководството на инженера Тийокичи Хата специално за крайцерите от типа „Агано“, производството им в Арсенал Сасебо се води под наблюдението на капитан 1-ви ранг Сукейоши Яширо. На крайцерите те са разположени по линейно-терасовидната схема (две в носовата част, една на кърмата), със сектори на обстрел по 150° по всяка страна от диаметралната плоскост. Установката по дължина е 6,5 м, на ширина 4,55 м, висока 2,25 м, има диаметър на погона от 4,2 м и кръгово брониране от стоманени листове с дебелина 19 мм. Общата ѝ маса съставлява 72 тона – за сравнение, прототипът с две 155-мм оръдия тежи 106 тона, и като резултат е преценен като прекалено тежък. В бойното отделение са разположени казенната част на оръдията и техните лафети, оборудвани с хидравлични цилиндри за отката и пневматични накатници. Разстоянието между стволовете съставлява 1,50 м. Установката има електрохидравлично насочване: електродвигател с мощност от 50 к.с. привежда в действие хидравличнс трансмисия, осигуряваща нейното въртене (до 6° в секунда), подема и спускането на оръдията (чрез червячна предавка, до 10° в секунда), а също така работата на елеваторите. В случай на необходимост завъртането може да се осъществява ръчно от два матроса. Устройството за подаване е много подобно на 203-мм палубно-куполните установками тип „A“ на тежки крайцери от типа „Фурутака“, също предвиждайки липсата на пряк достъп от погребите към оръдията и висока степен на ръчен труд. Погребите за снарядите са разположени под бронираната долна палуба, а погребите за зарядите под трюмната, под съответстващата им установка (освен за погребите на първата 152-мм установка, разположени по-близо до втората). И 45,36-кг снаряди, и 12,76-кг заряди се подават от погребите по един и същ елеватор с кофа. За установки № 1 и № 2 са предвидени два такива, за № 3 – само един. След това през огнезащитни врати боеприпасите ръчно се пренасят в претоваръчното отделение с диаметър 4,2 м и височина 1,9 м (неподвижно, за разлика от самите установки). Снарядите нататък се подават от изтласкващи елеватори, по един за оръдие, съединени с въртящата се част на установката. Зарядите се доставят нагоре ръчно. Зареждането на оръдията е ръчно, включая и поставянето на взривателите, за което в съседство със зарядните улеи има индикатор за изискващото се забавяне и механизъм за нейното въвеждане в снарядите. Максималният ъгъл на възвишение на установките съставлява 55°, с пределна далечина на стрелбата (при ъгъл на възвишение от 45°) 21 км и досегаемост по височина 8 км. Установката се създава като универсална, с възможност за стрелба и по наземни, и по въздушни цели, обаче за последнето няма достатъчно ефективна скорострелност.
На крайцерите се използват 152-мм снаряди от четири типа: полубронебоен снаряд № 4 (с дънен взривател тип 13 № 1), носещ 2,656 кг тринитрофенол; снаряд с „общо предназначение“ тип 0 (с горен дистанционен взривател тип 91 или тип 0), носещ 2,88 кг тринитрофенол и имащ радиус на поражение на въздушни цели от 19,4 м, осветителен и учебен снаряди. Щатният боекомплект за 152-мм оръдия съставлява 990 снаряда, или по 165 на ствол.
Системата за управление на огъня на главния калибър включва в себе си визьор за централно насочване (ВЦН) тип 94 в КДП на върха на носовата надстройка, централен автомат за стрелба (ЦАС) тип 94 в централния артилерийски пост (ЦАП) и два далекомера тип 14 с 6-метрова база – на шестия етаж на носовата надстройка и на покрива на 152-мм установка № 2. Аналогични ВЦН и ЦАС са поставени на крайцера „Ойодо“, за управление на огъня на 155-мм оръдия на главния калибър и на линкорите – за управление на огъня на средния калибър от 140-мм, 152-мм и 155-мм оръдия. ВЦН присъства типа „Агано“ в един екземпляр, няма никакъв резервен КДП на кърмовата надстройка, както и на предшестващите крайцери „A“ и „B“.
Намиращият се на типа „Агано“ на върха на носовата надстройка ВЦН тип 94 е оборудван във въртяща се на 360° куличка, снабден е с обикновен и зенитен 12-см бинокуляри. От него към изчислителя се предават данните за дистанцията, пеленга, курса и скоростта на целта. Аналогични данни се предават там от 6-метровите далекомери, а по-късно и от РЛС на ОНЦ. От ЦАС тип 94 към ЦАП (дължина 0,8 м, ширина 0,6 м, височина 0,9 м, маса 6,25 тонн) на основата на тези данни се определя пълният ъгъл на вертикално насочване и ъглите за хоризонтално насочване, предаващи се към 152-мм установки (за разлика от ЦАС тип 92 на крайцерите „A“ и „B“, където те се предават към ВЦН). При това се правят поправките за паралакс (тъй като във ВЦН няма такъв механизъм), напречното ниво, понижението на хоризонта, вятър, ъгъл на занасяне, скоростта на кораба и целта, а също и за собствения курс, подаван от жирокомпас. Залповете на вече насочените в необходимото положение 152-мм установки се произвеждат от командира на артилерийската БЧ (бойна част) на принципа на съвместените стрелки.
Среднокалибрената зенитна артилерия на кораба е представена от четири 76,2-мм оръдия тип 98 в две сдвоени палубни установки, разположени по бордовете между носовата надстройка и комина. Оръдието е проектирано през 1938 г. под ръководството на инженера Тийокичи Хата, като намалена версия на 100-мм оръдия тип 98 специално за типа „Агано“, неговото серийно производство се води в Арсенала Куре, а производството на палубните установки в Арсенала Сасебо. Установките със 100-мм оръдия тип 98 и 120-мм тип 10 са определени като прекалено тежки, а чрез старите 76-мм тип 3 – не се осигурява достатъчна огнева производителност. При дължина на ствола от 60 калибра новото 76-мм оръдие има начална скорост от 900 м/с и максимална скорострелност 25 изстрела в минута, максималната далечина на стрелба достига 13,6 км, а досегаемостта по височина – 9,1 км. Използваната сдвоена установка „тип A“, с маса 14 тона, се привежда в действие от хидравлика, работеща от 5-силен електродвигател, максималната скорост на насочване е 18°/сек, а на подем на оръдията – 16°/сек. Щатният боекомплект на 76-мм оръдия се състо от 1000 унитарни изстрела, по 250 на ствол. 11,90-кг месингови изстрели включват в себе си 3,91-кг заряди и 5,99-кг снаряди от един тип – фугасните тип 98 (с горен дистанционен взривател тип 98), носещи 0,31 кг тринитротолуол и имащи радиус на поражение на въздушните цели от 13,6 м. Подаването им от погребите (разположени на трюмната палуба под бронираната долна) до горната палуба се прави от два кофови елеватора. Оттам те ръчно се пренасят до установките и се складират в кранци. Зареждането се произвежда с помощта на полуавтоматични досилатели при всички ъгли на възвишение, установката на взривателя се въвежда автоматично при зареждането от отделно устройство.
За управление на огъня на 76-мм оръдия се използват два комплекса СУАЗО тип 94, поставени в постове за управление в кулички (максимална скорост на въртене 25°/сек) със стереодалекомер тип 94 с 4,5-метрова база и четири 8-см бинокуляра всяка. Двата поста, по проект, се разполагат по бордовете зад комина, и именно в такъв вид „Агано“ и „Ноширо“ влизат в строй. Обаче във връзка с усилването на МЗА на „Яхаги“ и „Сакава“ куличките са преместени много напред, а техните първоначални места са заети от трицевни 25-мм автомати. Намиращият се на поста на първо ниво на носовата надстройка изчислителен прибор тип 94, на основата на данните от СУАЗО, определя настройките за дистанционните взриватели и ъглите за хоризонтално и вертикално насочване, предавайки ги, след това, към оръдейните установки.
Малокалибрената зенитна артилерия, според изначалния проект, е представена от два строени 25-мм автомата тип 96 (общо 6 ствола) и две двуцевни 13,2-мм картечници тип 93 (всичко 4 ствола). 25-мм автомати са разположени в предната част на носовата надстройка, на нейното второ ниво, 13,2-мм картечници – при основата на гротмачтата. „Агано“ и „Ноширо“ влизат в строй именно в такъв вид, обаче при последващите единици МЗА е усилена още в процеса на строеж. „Яхаги“, през декември 1943 г., е предаден на флота с два трицевни и четири сдвоени 25-мм автомата (всичко 14 ствола), а „Сакава“, през ноември 1944 г., вече с десет строени и осемнадесет единични автомата (общо 48 ствола). Боеприпасите за МЗА се съхраняват в погреби на трюмната палуба в носовата част (25-мм снаряди по левич борд, 13,2-мм патрони по десния), под прикритието на броневата долна палуба. Оттам те се подават с елеватор до нивото на средната палуба и нататък се пренасят ръчно до всяка група установки, складирайки се в съседство в кранци. Щатния боекомплект по проект съставлява 12 000 25-мм снаряда и 10 000 13,2-мм патрона (2000 и 2500 на ствол съответно). При усилването на МЗА са разширени и погребите за 25-мм автомати, техният боекомплект през 1944 г. съставлява вече 2500 снаряда на ствол. Допълнително на борда има четири 6,5-мм леки ръчни картечници тип 11. Боекомплектът за тях, от 24 000 патрона (6000 на ствол), се съхранява в отсек на кърмата, в съседство с погреба за 152-мм установка № 3.
За управление на огъня на зенитните автомати по проект се предвижда една визьорна колонка тип 95 в закрита куличка с височина 1,8 м и диаметър 2,0 м със стереодалекомер тип 97 с 2-м база. Тя се намира пред 25-мм автомати на първото ниво на носовата надстройка. Скоростта на хоризонтално насочване на виззорната колонка с помощта на щатния електродвигател съставлява 18°/сек, а на вертикално – 12°/сек, при ръчно въртене тя намалява до 13° и 9° съответно. Максималната далечина до целта за нея съставлява 3800 м, максималната скорост – изходно 380 км/ч, преди войната е повишена до 500 км/ч, в хода на войната – последователно до 700, 800 и 900 км/ч. Независимо от кратното увеличаване на броя на 25-мм автомати в годините на войната, всичките четири кораба влизат в строй именно в такъв вид, с една единствена визьорна колонка.
Крайцерите имат три 110-см бойни прожектора тип 96 модел 1, два от които се намират на площадки пред комина побордно и още един – зад гротмачтата. Насочването и търсенето с тяхна помощ става дистанционно от четири манипулаторни колонки тип 96, разположени отстрани на трето и четвъртото нива на носовата надстройка. Освен бойните прожектори, има два 40-см и два 20-см сигнални прожектора. Те са разположени в задната част на четвъртото ниво на надстройката. На третото ниво на надстройката, на „Сакава“, изначално и на „Ноширо“ и „Яхаги“, при модернизациите са поставени два комплекта за инфрачервена свръзка тип 2 с 12-см бинокуляри. Две сигнални светлини са разположени на върховете на фокмачтата и гротмачтата. Два навигационни далекомера тип 96, с 1,5-метрова база, са разположени на КП за ПВО и на кърмовата надстройка зад гротмачтата. От трите наблюдателни поста тип 13 два са оборудвани в предната част на третото ниво на носовата надстройка и един – на кърмовата надстройка.

#### Торпедно и противолодъчно
Крайцерите носят два четиритръбни 610-мм торпедни апарата тип 92 модел 4 на горната палуба в централната част на корпуса, под платформата за раполагане на хидросамолета. Всеки апарат има щит за защита от пръските и има маса 18,3 тона. Той се върти на 360° с помощта на 10-силен пневматичен двигател (600 об/мин) за 25,2 секунди, а при необходимост и ръчно, чрез два маховика, примерно за две минути. Предвидена е система за бързо механизирано презареждане на апаратите, която включва ролки с прокарани под тях завързани въжета, по които торпедата се преместват с помощта на 10-силен пневматичен двигател, в краен случай – ръчно. Презареждането може да се изпълни за 3 – 5 минути, но обикновено отнема много повече време, до 20 – 30 минути. Боекомплектът се състои от шестнадесет 610-мм торпеда от които осем се съхраняват в торпедните апарати, а още осем – в защитени стелажи върху ролките на системата за бързо топрезареждане. Използват се кислородните торпеда тип 93 модел 1, които при дължина 9 м и стартова маса 2,7 тона носят 490 кг състав тип 97 (70 % тринитроанизол и 30 % хексанитродифениламин) и могат да изминат 40 000 м на 36 възела, 32 000 на 40 и 20 000 на 48. Апаратите имат комбинирана система за стрелба – щатно със сгъстен въздух, в случай на необходимост с помощта на 600-грамови барутни заряди. Бойните зарядни отделения за торпедата се съхраняват отделно в трюмната палуба в носовата част, зад погреба на 152-мм установка № 2. Под горната палуба, до апаратите, са разположени два компресора за „специален въздух“ (кислород) от типа „Ю“ и два въздушни компресора тип Кампон модел 3.
За управление на торпедната стрелба, по проект, е предвиден сходен с крайцерите „A“ състав прибори, с изключение на липсата на визьор за следене на целта: два торпедни визьора тип 91 модел 3 и два прибора за управление на торпедната стрелба тип 92 модел 2 в носовата надстройка, както и торпеден автомат за стрелба под нея. Обаче в процеса на строителство на крайцерите от типа „Агано“ стават достъпни по-съвършени прибори, а в строй те влизат с различен състав на оборудването. Двата прибора за управление на торпедната стрелба тип 1 модел 1 с 18-см бинокуляри са разположени на платформи в предната част на четвъртото ниво на носовата надстройка, два визьора тип 97 модел 1 с 12-см бинокуляри – отстрани на платформа в задната му част. Третият прибор за управление на торпедната стрелба, тип 92 модел 2, се намира в предната част на петия етаж на надстройката. Изчислитения прибор (торпеден автомат за стрелба) тип 93, изчисляващ жироскопския ъгъл и предварващата далечина, се намира в поста за управление на торпедната стрелба на долната палуба под носовата надстройка.
За борба с подводници, по проект, крайцерите от типа „Агано“ имат един бомбомет на ахтерхщевена. Фактически те всички влизат в строй, имайки два бомбомета – също на кърмовия край, по бордовете. Щатният боекомплект се състои от 18 160-кг цилиндрични дълбочинни бомби, също така на борда може да се натоварят и три мини тип 88. Използваните дълбочинни бомби тип 95, са с регулируема дълбочина на детонацията от 30, 60 и 90 м. В периода 1943 – 1944 г. те са заменени с бомбите тип 2, имащи допълнително увеличени дълбочини на детонацията – 120 и 150 м. Базовите версии на дълбочинните бомби тип 95 и тип 2 са снаряжени с 100 кг състав тип 88 (смес от амониев перхлорат и феросиликат), модификация 1 – със 150 кг състав тип 97, модификацията 2 – със 110 кг бездимен барут тип 1 № 2. Дълбочинните бомбы се съхраняват в кърмовата част на трюмната палуба, в съседство с погреба за авиобомбите, и подават със същия елеватор.
Откриването на подводните цели, по проект, трябва да става с помощта на пасивен хидрофон тип 93 модел 2 и активен хидролокатор (сонар) тип 93 модел 3. Първият прибор е приет на въоръжение на 11 април 1935 г., първоначално е предназначен за подводните лодки, има маса 1 тон, по принцип на действие той може само да укаже направлението към целта, но на по-голяма далечина, отколкото сонара, и при по-висока скорост на кораба. На типа „Агано“ неговите 16 микрофона се разполагат елипсовидно от двете страни на кила, в носовата част, между 17 и 23 шпангоути, самият хидрофон се намира в съседство, в отсек под трюмната палуба, данните от него постъпват на индикатор с репитер за пеленгуване на мостика. Вторият прибор е усъвършенствана версия на хидролокатора тип 93 модел 1, разработен изходно за подводнниците през 1933 г., а серийно се произвежда от април 1942 г., той е получен от първите три крайцера. При маса от 2 тона той има кварцов излъчвател с честота 17,5 КХц и мощност на импулса от 2 КВт, с погрешност при определяне на направлението от 3°. На четвъртия крайцер, „Сакава“, е поставен по-съвършеният хидролокатор тип 3 модел 1, разработен с немска помощ и по образец на немския хидролокатор „С-Герат“. При маса от 4,5 тона той има два отделни магнитни стрикционни излъчвателя с честоти 14,5 и 13,5 КХц и мощност на импулса от 2,5 КВт, хетеродинен приемник, погрешността при определяне на направлението се подобрява до 2°. И в двата случая хидролокаторът се разполага в отсек на трюмната палуба между 56-и и 59-и шпангоут.
Противоминното оборудване включва в себе си два трални буя модел 1 модификация 1 и два комплекта малки минни тралове. Всичките четири крайцера изначално са окомплектовани с размагнитваща намотка.

#### Радиотехническо
Главният кораб на типа влиза в строй без радиолокационни станции (РЛС) на борда, в съответствие с изходния проект. Обаче още в хода на първата военна модернизация, през юни 1943 г., „Агано“ получава станция за засичане на въздушни цели (РЛС ЗВЦ) № 21, последващите „Ноширо“ и „Яхаги“ я носят изначално. Даденият радиолокатор работи на дължина на вълната 1,5 метра, има пикова мощност 5 КВт и максимална далечина на засичане на целите до 150 км (за единични самолети – до 70 км), с точност в определяне на разстоянието 1 – 2 км и разделителна способност 2 км, точност на определяне на посоката 5 – 8°, разделителна способност 20°. На крайцерите от типа „Агано“ оборудването на тази станция (с маса 840 кг) е разположено вътре в КДП (радарен пост № 1), нейната приемо-предавателна решетна антена модел A4 е поставена в предната част на КДП и може да се върти около него по направляващи почти на 360°.
През юли 1944 г. на „Ноширо“ и „Яхаги“ допълнително са поставени РЛС ЗВЦ № 13 и РЛС за откриване на надводни цели (ОНЦ) № 22 модел 4. Влизащият в строй през ноември на същата година „Сакава“ ги получава изначално. РЛС за ОНЦ № 22 работи на дължина на вълната 1 сантиметър, има пикова мощност 2 КВт и максимална далечина на засичане на целите до 60 км (линкор от 35 км, разрушител от 17 км), с точност за определяне на разстоянието от 250 – 500 м и разделителна способност 1,5 км, точността на определяне на направлението е 3°, с разделителна способност 40°. Оборудването на РЛС (с маса 1320 кг) е разположено в бившия склад за щурмански карт на първо ниво на носовата надстройка (радарен пост № 2), нейните приемащи и предаващи рупорни антени с диаметър по 40 см се намират на платформи отстрани на КП за ПВО. На „Ноширо“ и „Яхаги“, в периода на престоя им в Линге, станцията № 22 модел 4 е модернизирана със замяната на автодинния приемник със суперхетеродинен и нови антени с увеличен до 80 см диаметър, на „Сакава“ тази модернизирана версия, известна като № 22 модел 4S, я има изначално. Точността при определяне на разстоянието при това се подобрява до ±100 м, на посоката до ±2°, в резултат на което тя може да се използва за управление на огъня, далечината на засичане се снижава (за линкор от 25 км, за крайцер от 12 км, разрушител от 10 км). РЛС за ОВЦ № 13 работи на дължина на вълната от 2 метра, има пикова мощност от 10 КВт и максимална далечина на засичане на целите до 150 км (за единични самолети – до 50 км), с точност при определяне на разстоянието 2 – 3 км и разделителна способност 3 км, точността на определяне на направлението е 10°, с разделителна способност 60°. Оборудването на станцията (с маса 110 кг) се разполага в специално проектирано за това помещение във второто ниво на носовата надстройка (радарен пост № 3), нейната приемо-предаваща антена („стълба“) – в задната част на фокмачтата.
„Сакава“ изначално, а „Ноширо“ и „Яхаги“ от февуари – март 1944 г., носят станции за радиотехническо разузнаване E-27 (метров диапазон, дължина на вълната 0,75 – 4 метра) и модел 3 (сантиметров, дължина на вълната 3 – 75 сантиметра), предназначени за откриване на работещите РЛС на противника. Тяхното оборудване се разполага на радарните постове, антените – на носовата надстройка и фокмачтата.
Крайцерите имат развито радиооборудване поради необходимостта да се поддържа свръзка и с щаба на флота, и с поверените им разрушители. За радиосвръзка по телеграфен ключ, по проект, се използват 9 предавателя (1 ДВ-диапазон тип 92 № 4 модификация 1, 1 ДВ-КВ тип 92 № 4 модификация 1, 1 СВ опитен тип 2 № 5 модификация 1, 1 СВ тип 97 № 3, 1 ДВ-КВ тип 91 № 4 модификация 1, 1 КВ тип 95 № 3 модификация 1, 1 КВ тип 95 № 4 модификация 1 и 2 КВ тип 95 № 5 модификация 1) и 17 приемника (14 ДВ-КВ-диапазон тип 92 модификация 4 и 3 КВ тип 97). Те са разположени в две предаващи (под носовата надстройка, № 1 на средната палуба, № 2 на долната) и две приемащи (№ 1 на първото ниво на носовата надстройка, № 2 в трюмната палуба по десния борд от ЦАП) постове. За радиотелефонна връзка има 6 предавателя (2 ДВ-диапазон тип 90 модификация 4, 2 СВ № 2 модификация 2, 2 УКВ тип 93 на 50 Вт) и 5 приемника (3 СВ-КВ тип 92 модификация 4 и 2 тип 93), разположени в три поста: № 1 в съседство с радиотелеграфен пост № 1 на първото ниво на носовата надстройка, № 2 на кърмовата надстройка и № 3 на второ ниво на носовата надстройка.
На борда също така има радиопеленгатор тип 93 № 1, работещ в диапазона от честоти 30 – 1000 КХц. Неговата антена от скръстени рамки се намира зад КДП, а радиопеленгаторният пост – в задната част на второто ниво на надстройката по десния борд.

#### Авиационно
Крайцерите от типа „Агано“ са проектирани като носители на два разузнавателни хидросамолета. Един от тях е на стралата на катапулта, другият – върху платформа над торпедните апарати. За натоварване на хидросамолетите на борда на гротмачтата е поставена 15-метрова товарна стрела с товароподемност до 6,5 тона. Погребът за авиобомби се намира на кърмата под броневата долна палуба в съседство с погребите на третата 152-мм установка, подаването от него до нивото на средната палуба се прави по елеватор, а оттам по още един елеватор до нивото на горната палуба. Съхраняващият се там боекомплект включва двадесет 60-кг бомби № 6. Трите цистерни с гориво се намират на кърмата под трюмната палуба между 153 и 160 шпангоут и имат обща вместимост от 30 340 литра авиобензин, или 21,93 тона. Пуска на хидросамолетите се произвежда от поставен в централната част на корпуса барутен катапулт тип 1 № 2 модел 11 с дължина 25,6 м, проектиран и приет на въоръжение през 1941 г. Той осигурява на самолет с маса до 5 тона скорост на излитане от 32 м/с, придавайки ускорение от 2,7 g, може да се върти за запуск в пределите на 110° по всеки борд. В този вид влизат в строй „Агано“ и „Ноширо“, на „Яхаги“ и „Сакава“ е поставен по-простия 19,4-метров барутен катапулт на арсенала на Куре тип № 2 модел 5, по-рано използващ се на крайцерите „A“ след предвоенните модернизации. Той ускорява 4-тонен хидросамолет до скорост на излитане от 27 м/с, придавайки ускорение от 2,7 g.
Според изходния проект авиогрупата трябва да включва един триместен хидросамолет тип 0 (Аичи E13A1) и един скоростен двуместен хидросамолет. Разработката на последната машина съгласно спецификация 14-си е започната от компанията „Каваниши“ през юли 1939 г. Тази машина трябва да се базира както на крайцерите „B“ № 132 – 135 (по един на кораб), така и на крайцерите „C“ № 136 и 137 (типа „Ойодо“, по шест на кораб), да има максимална скорост на полета 518,5 км/ч (280 възела) и максимална далечина 3700 км (2000 морски мили) на 370 км/ч (200 възела). Първият полет на прототипа с вътрешнофирменото обозначение K-10 се състои на 5 декември 1941 г. Този хидросамолет има един централен поплавък (при необходимост може да се изхвърли) и сгъваеми малки поплавъци на крилата – които и става, в крайна сметка, главният източник на проблеми. На 7 октомври 1942 г., след доработването, прототипът е предаден на флота (с временно обозначение на флота – скоростен разузнавателен хидросамолет тип 2), към пролетта на 1943 г. лети вече цялата опитна партия от шест машини. На 10 август 1943 г., независимо от многобройните недостатъци и аварии в хода на изпитанията, K-10 е пуснат в серийно производство под официалното обозначение „Шиун“ модел 11 (Каваниши E15K1). До спирането на производството, през февруари 1944 г., са направени 9 серийни машини. Освен първоначалните проблеми, причини за това стават ниската скорост на „Шиуна“ с поплавък, неговото слабо въоръжение, липсата на бронева защита и защита на резервоарите. Корабите така и не получават тези хидросамолети. Фактически на всичките четири крайцера от типа „Агано“, през цялата война, са базирани два триместни хидросамолета тип 0 (E13A1), само на „Агано“, през декември 1942 г., на учения в района на Трук временно има един E13A1 и един нощен разузнавателен хидросамолет тип 98 (Аичи E11A1).

### Брониране
Броневата защита на крайцерите е разчетена спрямо необходимостта да се прикрият погребите и отсеците на енергетичната установка от преки попадения на снаряди с калибър 127 и 152 мм на американските крайцери и разрушители.
Главният брониран пояс от плочи CNC с дебелина 60 мм прикрива разположените между 87 и 143 шпангоут отсеци на енергетичната установка и генераторите, погреба за авиобомби и дълбочинни бомби. Той има дължина 65,8 м, ширина 3,64 м, над водолинията, при проектното газене от 5,63 м, трябва да се издига на 2,36 м. Към горния му край се стикова с бронираната средна палуба от плочи CNC с дебелина 20 мм. Отпред и отзад на цитаделата се затваря от 20-мм напречни прегради, преминаващи надолу до двойното дъно.
Предната и задната групи погреби на ГК са заключени в бронирани кутии. Предната (от 59 до 87 шпангоут) включва в себе си вътрешен броневи пояс с дължина 26,95 м и ширина 2,5 м, сглобен от плочи CNC с дебелина 55 мм под наклон 15°, стиковащ се отгоре с 20-мм бронирана долна палуба от същия материал. Отзад тя се опира в напречната преграда на ЕУ, отпред се затваря с напречна преграда, съставена от 25-мм плочи CNC между долната и трюмната палуби и 20-мм – от трюмната палуба и до двойното дъно. Задната (от 143 до 150 шпангоут) също включва в себе си вътрешен брониран пояс с дължина 6,2 м и ширина 2,5 м, от плочи CNC с дебелина 55 мм (но вертикални, а не под наклон), стиковащ се отгоре с 20-мм бронева долна палуба. Отпред тя се опира в напречната преграда на отсеците на ЕУ, отзад се затваря от напречна преграда от 20-мм плочи CNC, преминаващ надолу до двойното дъно.
Опорните пръстени на 155-мм установки са направени от стомана тип „D“ и имат дебелина 25 мм. Елеваторите за оръдията на ГК, зенитните оръдия и автомати на височина 1 м над нивото на долната палуба се защитават от плочи CNC с дебелина 50 мм по бордовете и 25 мм отпред и отзад, а нагоре от 10-мм листа стомана „D“. Бомбовият елеватор по цялото си протежение над нивото на средната палуба се прикрива от 10-мм стомана „D“.
Защитата на рулевата рубка включва 40-мм плочи от стомана CNC в предната част, 20-мм плочи отдолу и отстрани, 30-мм плочи отгоре и 16-мм лист стомана „D“ отзад. Проходните шахти между мостика и постовете за управление под броневата палуба са прикрити от 8 мм стомана „D“. Рулевото отделение се защитава по бордовете от 20-мм и 30-мм плочи CNC, отпред и отзад – от 16-мм листа стомана „D“, отгоре – с 20-мм плочи на средната палуба. Идващите към него машинните отделения кабели на системата за телеуправление са прикрыти от 10-мм и 16-мм листа стомана „D“. Димоходите се защитават от листа стомана „D“ с дебелина 16 мм на 0,75 м над нивото на средната палуба.
Конструктивната подводна защита на крайцерите, поради неговата ограничена ширина, изключва възможността да се поставят бронирани противоторпедни прегради и булове. Затова конструкторите залагат на развито разделяне на корпуса на водонепроницаеми отсеци. Двойното дъно включва в себе си 76 отсека, пространство между тях и трюмната палуба – 152, между трюмната и долната палуби – 64. 33 водонепроницаеми отсека могат да се запълват изкуствено и да се използват за контранаводняване, вмещавайки сумарно до 492,5 тона вода. Също могат да се наводняват и цистерните за авиобензин – 176,78 тона и три цистерни за мазут за 118,99 тона.

### Енергетична установка
На крайцерите е поставена четиривална паротурбинна установка с мощност 100 000 к.с. (73,55 МВт), разработена от пета секция на Морския технически департамент (Кансей Хомбу, съкратено – „Кампон“) специално за тях. По проект тя трябва да осигурява максимална скорост на хода от 35 възла при 360 об/мин. Общата маса на енергетичната установка (заедно с горивото и водата при нормална водоизместимост) е 1829 тона, относителната мощност е 54,7 к.с. /тон.
Крайцерите имат четири турбозъбчати агрегата с мощност по 25 000 к.с. (18,387 МВт) при 360 об/мин, разполагащи се в три машинни отделения (предната двойка в едно, задната в две), разделени от надлъжна и напречна прегради, с обща дължина 30,8 м. Всеки от агрегатите включва в себе си турбина за високо (8400 к.с. при 3644 об/мин), средно (8350 к.с. при 3395 об/мин) и ниско налягане (8250 к.с. при 2334 об/мин). Всички влизащи в състава на агрегата на турбини са еднопоточни. През редуктор с хеликоидна предавка (едно централно зъбно колело и три водещи зъбни колела от турбините, с предавателни числа 10,12, 9,43, 6,48) те въртят вала на гребния винт. Предната двойка ТЗА работи за външните валове, задната двойка – за вътрешните. Общото тегло на ТЗА е 162 тона, на редукторите – 112 тона, всичко 274 тона (относителна мощност 365 к.с. /тон).
В корпусите на турбините за ниско налягане (ТНН) се намира турбината за заден ход с обща мощност 25 000 к.с. (по 6250 к.с. при 1498 об/мин всяка), въртящи винтовете в посока обратна на въртенето при преден ход. За икономичния ход има две крайцерски турбини (6320 об/мин) — по една в състава на предните ТЗА. През своето водещо зъбно колело (с предавателно число 4,03) всяка от тях се съединялава с редуктора на агрегата, въртейки вала. Отработената пара от турбините за крайцерския ход (ТКХ) постъпва на ТВН и нататък към ТСН и ТНН, заедно те подават към вала 4250 к.с. (8500 сумарно) при 150 об/мин, което е еквивалентно на скорост от 18 възела. На пълен ход ТКХ се отсъединяват от редукторите, и парата постъпва направо в първата степен на ТВН.
Отработената пара се събира в четири еднопоточни кондензатора тип „Унифлукс“ (по един до всяка ТНН), с обща охлаждаема площ от 3451,8 м². Всеки от кондензаторите е снабден с две пароструйни помпи, два пароежекторни охладителя, един нагревател за работната вода и една главна циркулационна помпа задвижвана от турбините. Също са поставени два охладителя за дренажния кондензат с помпи и две опреснителни установки (за 96 тона вода на ден всяка) – в предните машинни отделения, по едно устройство на всяко. Всяко от машинните отделения има също така шест нагнетателни и шест изсмукващи вентилатора (по два с диаметър 745 и 795 мм, производителност 9 и 11 м³ в секунда съответно, и по един с диаметър 945 и 995 мм за 16 и 19 м³ в секунда съответно), две помпи за гориво (по 30 м³ на час), две пожарни и трюмни помпи (по 30 и 60 м³ на час в различните режими), четири маслоохладителя и осем маслени помпи на системата за принудително смазване.
Парата турбозъбчатите агрегати получават от шест трибарабанни водотръбни котела тип „Кампон Ро Го“ на нефтено отопление, с паропрегреватели и предварително подгряване на въздуха. Работното налягане на прегрятата пара е 30,0 кгс/см² при температура от 350 °C. Общата площ на нагревателната повърхност на всеки котел съставлява 889 м² (в т.ч. на парогенериращите тръбички – 737 м² и на паропрегревателя – 152 м²), обемът на огнището е 36,2 м³. Шестте котела се разполагат в пет котелни отделения (с дължина 9,8 м), на свой ред разполагащи се линейно по двойки (обща дължина на КО 29,4 м). Котли № 1 и 2 се намират заедно в отделение № 1, останалите – по един за отделение. Парата от котлите може да се подава само към определени ТЗА, а не произволно, поради разположението на паровите магистрали. Котлите по десния борд захранват предната двойка ТЗА (котли № 1 и 3 – преден десен ТЗА, котел № 5 – преден ляв ТЗА), а по левия борд – задната двойка (котли № 4 и 6 – заден ляв ТЗА, котел № 2 – заден десен ТЗА). Във всяко от котелните отделения са поставени два вертикални вентилатора (диаметър 945 мм, производителност 19 м³ в секунда), главна и спомагателна помпи за работната вода, водонагревател, горивна помпа, горивонагревател, маслена помпа, помпа за охлаждащата вода и маслоохладител. В сдвоеното котелно отделение № 1 всички изброени агрегати са по в удвоен брой, освен спомагателната помпа за работната вода – една за два котела. Също така има две електрически пожарни и трюмни помпи (по 30 и 60 м³ на час в различните режими), поставени в котелни отделения № 1 и 5. Продуктите от горенето се извеждат през димоходи в общия, за всички котли, комин.
Крайцерите имат четири трилопастни гребни винта с диаметър по 3,3 м и със стъпка 3,85 м, с максимална честота на оборотите от 360 в минута. Площта на разгърнатите лопатки съставлява 6,84 м², а нейната проектирана площ – 5,94 м². Площта на балансирния рул е 17,34 м². Максималният запас мазут съставлява 1405,4 тона (според изходния проект – 1420 тона), той е разположен в 56 цистерни за гориво със сумарен обем 1566 м³ (17 в носовата част, 13 в кърмовата, 26 по бордовете). Проектната далечина на плаване съставлява 6000 морски мили на 18-възлов ход. Фактически на изпитанията на „Агано“ от 21 октомври 1942 г. е получена разчетна далечина от 6178 морски мили при скорост 18,44 възела и водоизместимост 7800 тона. Разчетната далечина при пълна мощност на машините според резултатите от изпитанията на „Яхаги“ от 24 ноември 1943 г. съставя 1160 морски мили при скорост 35,17 възела и водоизместимост 7934 тона.
| Резултати от ходовите изпитания на крайцерите | Резултати от ходовите изпитания на крайцерите | Резултати от ходовите изпитания на крайцерите | Резултати от ходовите изпитания на крайцерите | Резултати от ходовите изпитания на крайцерите | Резултати от ходовите изпитания на крайцерите |
|                                               | Дата                                          | Място на провеждане                           | Водоизместимост, тона                         | Мощност на силовата установка, к.с.           | Скорост, възела                               |
| --------------------------------------------- | --------------------------------------------- | --------------------------------------------- | --------------------------------------------- | --------------------------------------------- | --------------------------------------------- |
| „Агано“                                       | 21 октомври 1942 г.                           | Район Сасебо                                  | 7839                                          | 101 300                                       | 35,45                                         |
| „Яхаги“                                       | 24 ноември 1943 г.                            | Район Сасебо                                  | 7734                                          | 101 100                                       | 35,17                                         |

Всички четири крайцера преминават комплекс от ходови изпитания, от тях „Агано“, „Яхаги“ и „Сакава“ в района на Сасебо, а „Ноширо“ в Токийския залив. Но само от изпитанията на „Агано“ и „Яхаги“ данните са съхранени. Освен скорост и далечина, на тях се определя и маневреността на кораба: така например на 21 октомври 1942 г. „Агано“, на скорост 34 възела при преместване на руля с 34° по десния борд демонстрира тактически диаметър на циркулацията 4,35 (752 м) и изнасяне от 3,77 дължини на кораба по водолинията, при преместване на руля с 36° на левия борд – 4,10 (705 м) и 3,63 съответно.
Електроенергийната система на крайцерите включва три турбогенератора по 400 КВт и два дизел-генератора по 270 КВт (сумарно 1740 КВт), изработващи постоянен ток с напрежение 440 В. Те се намират в генераторните отсеци, разположени зад пределите на машинните отделения, но са прикрити от бронирания пояс. Предната им група се намира под трюмната палуба пред котелно отделение № 1 (турбогенератор № 1 по десния борд, № 2 от левия). Втората е разположена на долната палуба зад машинните отделения, включая двата дизел-генератора по левия борд и турбогенератор № 3 по десния.

### Екипаж и условия на обитаемост
Според изходния проект екипажът на всеки от крайцерите трябва да се състои от 700 души – 51 офицера (29 офицера, 10 офицера на специална служба и 12 мичмана) и 649 матроса и старшини. Допълнително на борда трябва да се намира щаб на ЕР от 26 човека – 6 офицера и 20 матроса. Фактически екипажите растят според усилването на МЗА и поставянето на радиолокационното оборудване. На влизащия последен в строй „Сакава“ той включва вече 805 човека – 55 от командния състав (31 офицера, 10 офицера на специална служба, 14 мичмана) и 750 матроса и старшини. Щабът на ЕР при него се състои от 19 човека – 3 офицера и 16 матроса.
Каютите за офицерите на кораба и щаба на ЕР са разположени в носовата част на средната палуба, две многоместни каюти за мичманите – на нейната кърмова част, зад барбета на третата кула на ГК, а една многоместна каюта за старшините – отново там, пред барбета по левия борд. От девет кубрика за матросите № 1 – 5 се намират в кърмовата част на средната палуба (като № 1 и № 2 са над машинните отделения), № 6 и 7 са на долната палуба пред отсеците на КМУ, а № 8 и № 9 – зад тях. Каюткомпания № 1 и № 2 се разполагат на средната палуба в носовата част по десния борд, в съседство с офицерските каюти. В централната част на средната палуба по десния борд се намират каюткомпания № 3 и отделните (за командния и редовия състав) камбузи, а по левия – също отделните бани и галюни. Допълнителен матроски галюн има в кърмовата надстройка пред гротмачтата.
Отделният корабен лазарет се намира на средната палуба в кърмовата част, по левия борд от кубрик № 2. Крайцерите разполагат с две хладилни камери за месо, риба и плодове и зеленчук на долната палуба, от тях предната е на самия нос, а задната е на кърмата, между кубрици № 8 и № 9. Килерите за продукти (в т.ч. за ориз, пшеница, маринати) се намират в носовата и кърмовата части.
Според изходния проект илюминатори за естествена вентилация и осветление има в жилищните помещения и на средната, и на долната палуби, и присъстват на „Агано“ и „Ноширо“ след влизането им в строй. На „Ноширо“, в хода на първата военна модернизация, са заварени всички илюминатори на долната палуба и част от тези на средната, „Агано“ ги съхранява до гибелта си. „Яхаги“ и „Сакава“ влизат в строй, имайки само няколко илюминатора на средната палуба и без да имат изобщо такива на долната. Изкуствената вентилация на помещенята в съседство с отсеците на КМУ се осигурява от 85 центробежни вентилатора на електричество, с обща мощност 114 к.с..

## Строителство
Поръчките за четирите крайцера с бюджетна стойност по 26,4 милиона йени (от тях 8 332 889 йени за корпуса, 7 042 628 за енергетичната установка, 10 604 555 за въоръжението, 419 928 за административните разходи) са издадени в рамките на Четвъртата програма за попълнение на флота, приета през март 1939 г. Според изначалните планове крайцерите B № 132 и 134 трябва да се строят от арсенала на флота в Куре, № 133 – от арсенал на флота в Йокосука и № 135 – от корабостроителницата на „Мицубиши“ в Нагасаки. Обаче поради натоварването на тези мощности строителството на по-големите кораби по поръчки № 132, 134 и 135 са предадени на арсенала на флота в Сасебо, специализиран в строителството на разрушители, само № 133 се строи в Йокосука, както и е планирано по начало.
Главният крайцер № 132 е заложен в Сасебо на 18 юни 1940 г., и на 20 септември 1941 г. получава името „Агано“ в чест на реката в северната часта на префектура Ниигата. № 133 е заложен в Йокосука на 4 септември 1941 г. и на 15 май 1942 г. получава името „Ноширо“ – в чест на реката в префектура Акита. На 20 август 1942 г. № 134 получава името „Яхаги“ – на реката в префектура Айчи, а от 1 април № 135 започва да се нарича „Сакава“ – по името на реката на източния склон на планината Фуджи в префектура Канагава. Всички имена се използват за първи път, освен това на „Яхаги“ – по-рано така се казва бронепалубен крайцер от типа „Чикума“, въведен в строй през 1912 г. и изключен от списъците на ЯИФ през 1940 г.
Четирите представителя на типа са последователно въведени в строй през октомври 1942, юни и декември 1943, ноември 1944 година. „Агано“, „Яхаги“ и „Сакава“ се строят един след друг на един и същи стапел на арсенала Сасебо, с постепенно намаляване на времето за строителство: 28, 25 и 24 месеца съответно.

## История на службата
| Име                          | Място на построяване       | Заложен             | Спуснат на вода     | Въведен в експлоатация | Съдба                                                                                       |
| ---------------------------- | -------------------------- | ------------------- | ------------------- | ---------------------- | ------------------------------------------------------------------------------------------- |
| „Агано“ (на японски: 阿賀野) | Арсенал на флота, Сасебо   | 18 юни 1940 г.      | 22 октомври 1941 г. | 31 октомври 1942 г.    | Потопен от американската подводница „Скейт“ в района на Трук на 16 февруари 1944 г.         |
| „Ноширо“ (на японски: 能代)  | Арсенал на флота, Йокосука | 4 септември 1941 г. | 19 юли 1942 г.      | 30 юни 1943 г.         | Потопен от американската авиация в хода на сражението в залива Лейте на 26 октомври 1944 г. |
| „Яхаги“ (на японски: 矢矧)   | Арсенал на флота, Сасебо   | 11 ноември 1941 г.  | 25 октомври 1942 г. | 29 декември 1943 г.    | Потопен от американската авиация при преход към Окинава на 7 април 1945 г.                  |
| „Сакава“ (на японски: 酒匂)  | Арсенал на флота, Сасебо   | 21 ноември 1942 г.  | 9 април 1944 г.     | 30 ноември 1944 г.     | Потопен като кораб мишена цели при ядрени изпитания на Бикини на 2 юли 1946 г.              |

## Коментари
1. ↑  Всички данни са към момента на влизане в строй.
2. ↑  Транскрипцията на японските имена се дава тук по справочника на Апалков Ю. В.
3. ↑  Данни от изпитанията на крайцера „Сакава“ от 16 декември 1944 г. В скобите са цифрите от разпределението според базовия проект C-39 от 1938 г.
4. ↑  Те не са пълноценни оръдейни кули, тъй като по същество представлява закрити установки върхо кръгъл палубен погон. Претоваръчното отделение е неподвижно, въртящ се барбет и подкуполно отделение, като такива, няма. Оста на въртене на корпуса на установката преминава до нивото на средната палуба за установки № 1 и № 3 и по горната палуба за установка № 2. Виж книгата на Лакруа и Уелс, с.568.
5. ↑  Хромникелмедна бронева стомана, съдържаща 0,08 – 0,46 % въглерод, 2,5 – 3,0 % никел, 0,9 – 1,3 % мед и 0,8 – 1,3 % хром. Аналог на хромникеловата бронева стомана NVNC със замяната на част от дефицитния никел с мед, произвежда се от 1931 г. за плочи с дебелина до 75 мм. Виж книгата на Лакруа и Уелс, стр. 742 – 743.
6. ↑  Конструкционна стомана с повишена якост, съдържаща 0,25 – 0,30 % въглерод и 1,2 – 1,6 % манган. Разработена е от британската компания „Дейвид Колвил енд Сонс“ (оттук и обозначението Dücol или просто „D“) през 1925 г., тя е по-здрава от HT стоманата. Виж книгата на Лакруа и Уелс, стр. 742 – 743.
7. ↑  На аналогичните агрегати на крайцера „Ойодо“ с увеличена до 27 500 к.с. мощност е преминато на двупоточни ТНН. Виж Лакруа и Уелс, стр. 636.
8. ↑  Офицерите на специална служба (токуму шикан) са особена категория младши офицери в японския флот, повишавани от мичмани за доблестна служба или след завършването на специални курсове. Виж Лакруа и Уелс, стр. 523.
9. ↑  Кръстен в чест на реката в северозападен Хоншу, префектури Ниигата и Фукушима. Виж: Апалков Ю.В. С. 48.
10. ↑  Кръстен в чест на реката в северозападен Хоншу, префектура Акита. Виж: Апалков Ю.В. С. 49.
11. ↑  Кръстен в чест на река на о. Хоншу, префектура Канагава. Виж: Апалков Ю.В. С. 50.
12. ↑  Болшинството японски източници казват, че „Яхаги“ е спуснат на вода на 25 октомври 1942 г. Обаче според документите на Арсенала Сасебо спускът се състои месец по-рано – на 25 септември. Виж книгата на Лакруа и Уелс, стр. 559.
13. ↑  Кръстен в чест на реката в югоизточен Хоншу, близо до вулкана Фуджисан. Виж: Апалков Ю.В. С. 52.